# Timo Konietzka
Timo Konietzka (* 2. August 1938 in Lünen als Friedhelm Konietzka; † 12. März 2012 in Brunnen, Schweiz) war ein deutscher Fußballspieler und -trainer, der ab 1988 auch die Schweizer Staatsbürgerschaft besaß. In den 1960er Jahren gewann der Stürmer und Schütze des ersten Tores der Bundesligageschichte Titel mit Borussia Dortmund und dem TSV 1860 München. 1967 wechselte er überraschend zum Schweizer Zweitligisten FC Winterthur, mit dem er auf Anhieb den Aufstieg in die Nationalliga A schaffte und den Cupfinal erreichte. Als Trainer führte er den FC Zürich zu drei Meisterschaften und drei Pokalsiegen.
Wegen Konietzkas für den Wehrdienst stark gekürzter Frisur, durch die er Ähnlichkeit mit dem sowjetischen General Semjon Konstantinowitsch Timoschenko hatte, verpasste sein Mitspieler Helmut Bracht ihm einst den Spitznamen „Timo“. Im Jahr 1985 nahm er diesen Namen offiziell an. In seinem Nachnamen wird der Buchstabe „e“ nicht gesprochen.

## Leben
Konietzka wuchs in Lünen als eines von sechs Kindern auf und arbeitete dort ab dem 15. Lebensjahr unter Tage im Steinkohlenbergbau, wie sein Vater und seine drei Brüder auf der Zeche Victoria. Später vermittelte ihm Borussia Dortmund eine Tätigkeit als Hilfsarbeiter bei der Dortmunder Union-Brauerei und danach als Reiniger der Gaslaternen für die Dortmunder Stadtwerke.

### Karriere als Fußballer

#### Anfänge
In seiner Freizeit spielte Konietzka Fußball beim VfB Lünen, bis er im Alter von 20 Jahren vom Dortmunder Spieler Helmut Bracht entdeckt wurde und wenig später zur Borussia wechselte.

#### Oberliga West und Bundesliga
Max Merkel baute Konietzka in die Oberligamannschaft des BVB ein. Am 18. Januar 1959 debütierte Konietzka für den BVB in der Oberliga West bei dem 2:1-Sieg gegen Alemannia Aachen. In diesem Spiel schoss er sein erstes Tor für die Dortmunder Zusammen mit seinem späteren Sturmpartner Jürgen Schütz bildete er den torgefährlichsten Innensturm der Oberliga West, in der er 84 Tore in 107 Spielen erzielte. Mit Schütz verstand er sich auf dem Platz so gut, dass sie auch als „Max und Moritz“ bezeichnet wurden.
1961 wurde Konietzka mit Dortmund bundesdeutscher Vizemeister; im Finale am 24. Juni 1961 unterlag der BVB dem 1. FC Nürnberg mit 0:3. 1963 gewann Dortmund durch einen 3:1-Sieg im Stuttgarter Neckarstadion gegen den favorisierten 1. FC Köln die Deutsche Meisterschaft. Es war das letzte ausgetragene Endspiel vor Einführung der Bundesliga. Insgesamt bestritt Konietzka 11 Spiele in der Endrunde um die deutsche Fußballmeisterschaft, in denen er acht Tore schoss.
Ab 1963 bestritt er für Borussia Dortmund und von 1965 bis 1967 für den TSV 1860 München insgesamt 100 Bundesligaspiele und erzielte dabei 72 Tore. Damit ist Konietzka der Spieler mit den meisten Toren in den ersten 100 Bundesligaspielen. In den ersten drei Bundesligajahren wurde er jeweils Zweiter der Torschützenliste.
Konietzka ging in die Fußballgeschichte ein, als er für Dortmund am 24. August 1963 beim Spiel gegen Werder Bremen bereits in der ersten Spielminute den Bremer Torhüter Klaus Lambertz überwinden konnte und so das erste Tor der neu gegründeten Bundesliga erzielte. Vom ersten Tor der Bundesliga-Geschichte gibt es keine Bilder, weder eine Fernsehaufnahme noch Fotos. Allerdings existiert ein Schnappschuss, der den Torhüter am Boden und Konietzka und Lothar Emmerich jubelnd wenige Sekunden nach dem Treffer zeigt. 1965 gelang es Konietzka erneut und damit als lange Zeit einzigem Spieler zum zweiten Mal, das erste Tor einer Saison zu erzielen, als er – nunmehr für den TSV 1860 München – wiederum bereits in der ersten Spielminute gegen den Lokalrivalen und seinerzeitigen Aufsteiger FC Bayern München traf. Erst Thomas Müller schoss am 1. Spieltag der Saison 2014/15 mit dem Tor zum 1:0 gegen den VfL Wolfsburg ebenfalls das zweite Mal das erste Tor in einer Saison, nachdem er bereits 2010/11, ebenfalls gegen Wolfsburg, bereits das Premierentor erzielt hatte.
Seine größten Erfolge als Spieler waren mit Borussia Dortmund der Gewinn der deutschen Meisterschaft 1963 und des DFB-Pokals 1965. Mit dem TSV 1860 München gewann er 1966 die deutsche Meisterschaft. Am 8. Spieltag der Saison 1966/67 wurde er im Spiel gegen Borussia Dortmund wegen einer Tätlichkeit gegen den Schiedsrichter vom Platz gestellt und für sechs Monate gesperrt – die bis dahin längste Sperre für einen Platzverweis in der Bundesligageschichte. Eine längere Sperre erhielt nur Hertha-Spieler Lewan Kobiaschwili für einen Schlag gegen den Schiedsrichter im Relegationsrückspiel gegen Fortuna Düsseldorf im Mai 2012.

#### Wechsel in die Schweiz

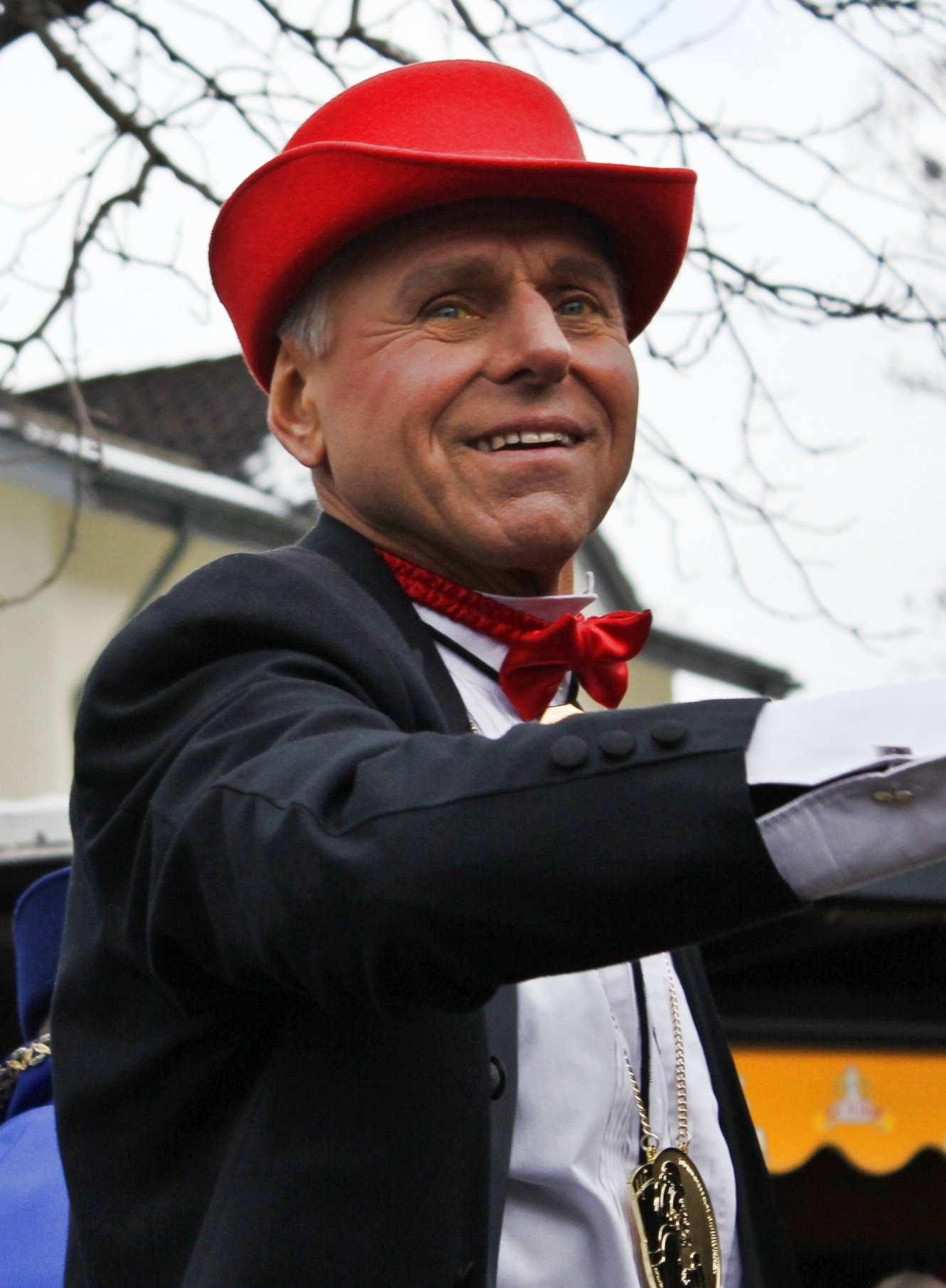
Timo Konietzka als Bartlivater (2012)

Im Alter von 29 Jahren wechselte Konietzka 1967 überraschend in die Schweiz zum FC Winterthur, der damals in die Nationalliga B abgestiegen war, obwohl er Angebote von Inter Mailand und Real Madrid gehabt haben soll. Er verhalf dem Verein mit 34 Toren in 26 Spielen in seiner Saison zum sofortigen Wiederaufstieg in die NLA und im gleichen Jahr zum Einzug ins Pokalendspiel. In den nächsten drei Saisonen erzielte er für Winterthur weitere 38 Tore in 76 Erstligaspielen.
1971 wurde er Spielertrainer beim FC Zürich und stand beim Gewinn des Schweizer Pokals 1972 auf dem Platz; beim erneuten Cupsieg ein Jahr später gehörte er nicht mehr zur Siegerelf. 1973 beendete Konietzka seine aktive Karriere als Spieler.

#### Nationalmannschaft
In neun Länderspielen erzielte Timo Konietzka zwischen 1962 und 1965 drei Tore für die deutsche Fußballnationalmannschaft.

### Trainer
Nach seiner aktiven Laufbahn arbeitete er als Trainer unter anderem für Borussia Dortmund, Bayer 05 Uerdingen, Hessen Kassel den FC Zürich und die Grasshoppers. Mit dem FC Zürich wurde er dreimal in Folge Schweizer Meister (1974–1976) und erreichte 1977 auch das Halbfinale des Europapokals der Landesmeister (Vorläufer der Champions League), in dem der FCZ gegen den FC Liverpool – die damals dominierende Mannschaft in Europa – ausschied. Zudem gewann Zürich unter seiner Ägide 1972, 1973 und 1976 den Schweizer Pokal. Von 1978 bis 1980 war er Trainer des BSC Young Boys, er erreichte mit YB zweimal das Schweizer Cup-Finale. Anschließend wechselte er zu den Grasshoppers, mit denen er sich 1982 einen weiteren Schweizer Meistertitel sicherte. Nur für kurze Zeit war er noch zweimal in Folge Trainer bei Bayer Uerdingen, in der Abstiegssaison 1990/91 wurde er durch Friedhelm Funkel ersetzt.

### Privates
Konietzka betrieb zusammen mit seiner Frau Claudia das Gasthaus „Ochsen“ in Brunnen am Vierwaldstättersee und betätigte sich als freier Mitarbeiter der Tageszeitung Blick. Im Jahr 1985 wurde seine Umbenennung in Timo rechtskräftig. Am 2. August 1988 erhielt er die Schweizer Staatsbürgerschaft. Im Schweizer Fernsehen setzte er sich 2010 als Botschafter in Werbespots für die Sterbehilfe ein und bekannte, dass er sich aufgrund gesundheitlicher Probleme auf seinen Tod vorbereite. Am 7. Januar 2012 wurde er noch als Bartlivater zum höchsten Fasnächtler der Gemeinde Ingenbohl gekürt.
Nachdem im Februar ein unheilbares Gallengangskarzinom festgestellt worden war, setzte Konietzka am 12. März 2012 mit Hilfe der Schweizer Sterbehilfeorganisation Exit, bei der er seit 2001 Mitglied war, seinem Leben ein Ende. Er hinterließ neben seiner Ehefrau einen erwachsenen Sohn und Enkelkinder.

### Erfolge
- Deutscher Fußballmeister: 1963, 1966
- DFB-Pokal: 1965
- Schweizer Fussballmeister: 1974, 1975, 1976, 1982
- Schweizer Pokalsieger: 1972, 1973, 1976